# Nepotilla diaphana
Nepotilla diaphana é uma espécie de gastrópode do gênero Nepotilla, pertencente a família Raphitomidae.